# ولی‌الله شجاع‌پوریان
ولی‌الله شجاع‌پوریان (زادهٔ ۱۴ مرداد ۱۳۴۱ بهبهان) سیاست‌مدار، مدرس دانشگاه و روزنامه‌نگار ایرانی است که در دوره‌های ششم و هفتم مجلس شورای اسلامی به‌عنوان نماینده حوزه انتخابیه بهبهان در مجلس حضور داشت. وی در فاصله سالهای ۱۳۹۲ تا ۱۳۹۶ عضو چهارمین دوره شورای شهر تهران بود. شجاع‌پوریان دانش‌آموخته دکتری زبان و ادبیات عرب از دانشگاه تهران می‌باشد. او هم‌اکنون مدیر مسئول روزنامه همدلی است.

## سوابق اجرایی
وی پیش‌تر رئیس دانشکده الهیات و معارف اسلامی دانشگاه شهید چمران اهواز و مدیر کل دفتر امور دانشجویان شاهد و ایثارگر دانشگاه شهید چمران اهواز بود.
شجاع‌پوریان از شهریور ۹۲ تا شهریور ۹۳ به مدت ۱ سال معاون اجرایی شورای شهر تهران بود، همچنین در شهریور ماه ۹۳ و در جریان برگزاری مجمع انتخابی از سوی اداره کل ورزش و جوانان استان تهران، به عوان رئیس هیئت ورزشهای همگانی تهران انتخاب شد.
وی در تاریخ ۲۴ بهمن ۱۳۹۶ از سوی محمدعلی نجفی به عنوان معاون امور اجتماعی و فرهنگی شهرداری تهران منصوب شد و تا ۱۷ دی ۱۳۹۷ در این سمت بود.

## تحصیلات
شجاع پوریان، دانش‌آموختهٔ رشتهٔ زبان و ادبیات عرب در مقاطع کارشناسی، کارشناسی ارشد و دکتری از دانشگاه تهران همچنین کارشناسی ارشد حقوق بین‌الملل از دانشگاه پیام نور است.

## مجلس شورای اسلامی

### مجلس ششم
ولی‌الله شجاع پوریان در تاریخ ۲۹ بهمن ۱۳۷۸ و از حوزهٔ انتخابیهٔ شهرستان بهبهان، سردشت و زیدون و تشان (استان خوزستان) و در حمایت احزاب اصلاح طلب مورد حمایت دولت سید محمد خاتمی با کسب بیش از ۵۰ درصد آرای مأخوذه حوزه انتخابیه خود به مجلس شورای اسلامی راه یافت.

### مجلس هفتم
انتخابات هفتمین دوره مجلس شورای اسلامی نیز ۱ اسفند ۱۳۸۲ برگزار گردید و شجاع پوریان که توانسته بود از فیلتر شورای نگهبان بگذرد موفق شد با کسب۴۹٫۵۹ درصد آراء به بهارستان راه یابد. اکثریت کرسی‌های این مجلس در اختیار اصولگرایان قرار گرفت و شجاع پوریان و همراهان ایشان در اقلیت قرار گرفتند.

## شورای اسلامی شهر تهران
وی در انتخابات چهارمین دورهٔ شورای اسلامی شهر تهران نام‌نویسی کرد و با ۱۱۰٫۶۹۶ رأی، در رتبهٔ ۳۳، به عنوان عضو دوم علی‌البدل انتخاب گردید.

با رفتن مهدی حجت از شورای چهارم به سازمان میراث فرهنگی و صنایع گردشگری، شجاع پوریان به عنوان نمایندهٔ مردم تهران در شورای شهر، به شورای شهر راه یافت.

## آثار و تألیفات
- ب‍ازت‍اب ان‍دی‍ش‍ه.[۳] تهران: نشر رنسانس، ۱۳۸۴)
- تألیف و ترجمهٔ حکمت متنبی (اهواز: انتشارات دانشگاه شهید چمران، ۱۳۸۴)
- سیمای قرآن در نهج‌البلاغه
- فرهنگنامه افعال عربی (اهواز: انتشارات دانشگاه شهید چمران، ۱۳۸۵)
- روزنامه همدلی